# CV-800
La CV-800 és una carretera de via única per sentit que discorre pel País Valencià. Unix directament les carreteres A-70, al seu pas per Sant Joan d'Alacant, i A-7, al seu pas per Alcoi amb el municipi de Xixona com a punt intermedi entre aquestes dos localitats.

## Nomenclatura
La CV-800 pertany a la xarxa de carreteres de la Generalitat Valenciana. El seu nom ve de la CV (que indica que és una carretera autonòmica del País Valencià) i el 800, que és el nombre que rep aquesta carretera, segons l'ordre de nomenclatures de les carreteres del País Valencià.